# 温斯顿·杜伯曼
温斯顿·A·杜伯曼（Winston A. Tubman，1941年—），利比里亚外交家和政治家，出身美裔利比里亚人。他是该国前司法部长和外交官，2011年曾作为民主变革大会（CDC）总统候选人参加竞选，排名第二。

## 生平
生于马里兰县普利波镇（Pleebo），杜伯曼是利比里亚前总统威廉·瓦坎納拉特·沙德拉奇·杜伯曼的侄子，曾获得伦敦经济学院、剑桥大学和哈佛大学的学位。
1968年开办律师事务所，在其伯父执政期间担任过规划和经济事务部的法律顾问。1979-81年任利比里亚常驻联合国代表，1982年至于1983年在塞缪尔·多伊的政府中担任司法部长。1990年多伊总统死后，第一次利比里亚内战爆发，他前往美国游说美国政府干预利比里亚内战。2002年到2005年担任联合国秘书长代表、联合国驻索马里政治办公室首脑。
杜伯曼2005年10月11日选举中作为利比里亚全国民主党（NDPL）总统候选人参选，在首轮获得9.2%选票，排名第四。
2011年5月1日，民主变革大会（CDC）推举他和乔治·维阿为总统、副总统候选人参加2011年总统选举。